# Рубен Рочина
Рубен Рочина (ісп. Rubén Rochina, нар. 23 березня 1991, Сагунт) — іспанський футболіст, півзахисник клубу «Гранада».
Виступав, зокрема, за клуби «Блекберн Роверз», «Гранада» та «Леванте», а також юнацьку збірну Іспанії.

## Клубна кар'єра

### Ранні роки
Народився 23 березня 1991 року в місті Сагунт. Починав займатися футболом у школі клубу «Валенсії», але ще в дитячому віці перевівся в академію «Барселони», де провів майже сім років. У 2008 році він вперше став залучатися до ігор за другу команду клубу, яка виступала тоді в Сегунді B. У першій половині сезону 2010/11, коли друга команда грала вже в Сегунді, Рочина провів за неї 13 матчів і забив 2 голи.

### «Блекберн Роверс»
31 січня 2011 року Рочина, який так і не зіграв за основний склад «Барселони» жодного матчу, підписав чотирирічний контракт з англійським клубом «Блекберн Роверс». Тодішній тренер клубук Стів Кін, коментуючи перехід іспанця, назвав його талановитим молодим гравцем, здатним зіграти на різних атакуючих позиціях. Рочина не відразу зумів пробитися до основного складу, більше виступав за команду резервістів, зігравши в Прем'єр-лізі сезону 2010/11 всього чотири матчі. Однак у наступному сезоні він вже регулярно виходив на поле, провівши в цілому 18 матчів і забивши 2 голи.

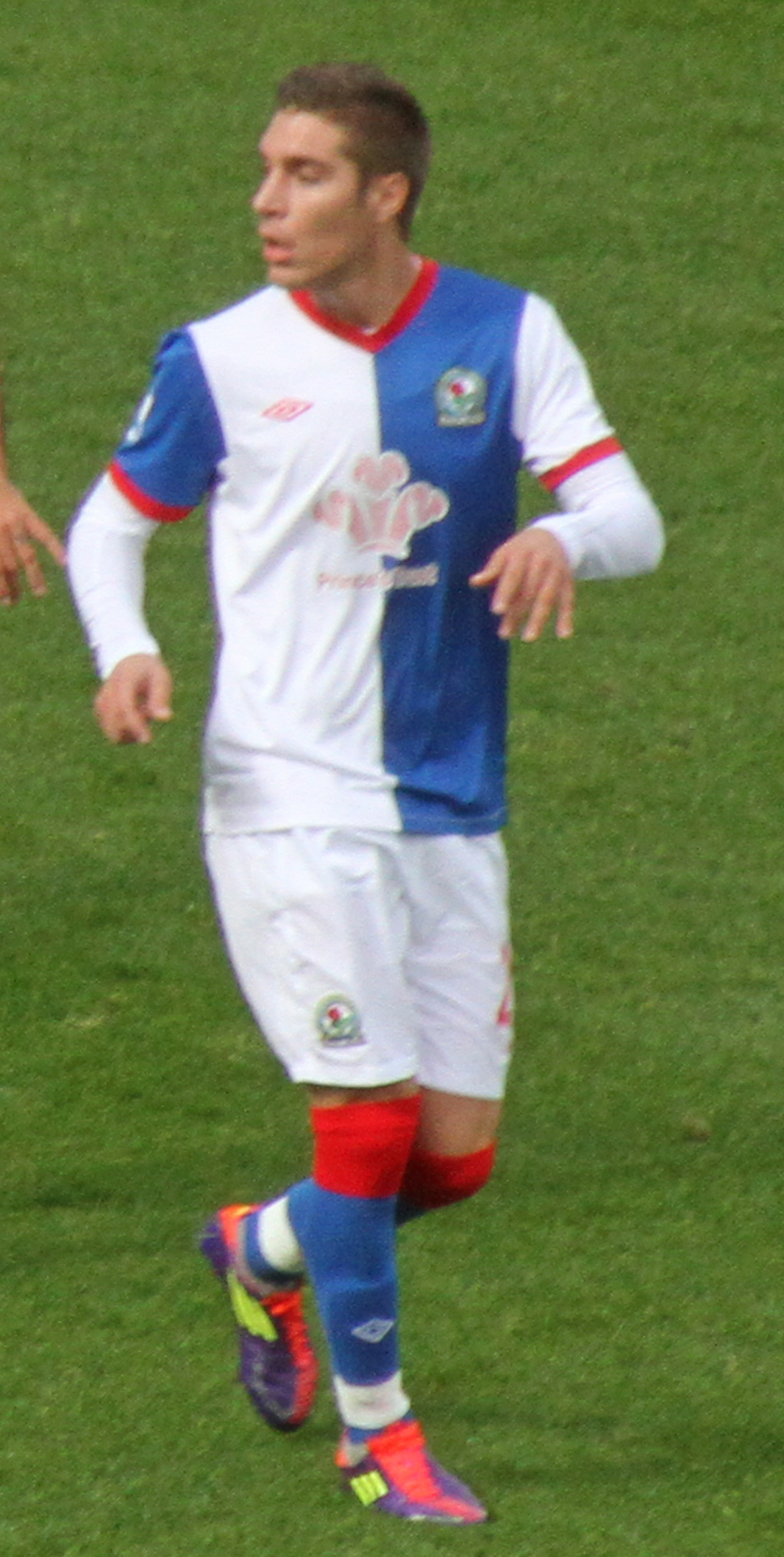
Рубен Рочина під час виступів за «Блекберн Роверс». 2011 рік.

Після вильоту «Блекберна» з Прем'єр-ліги в сезоні 2012/13 Рочина залишився в команді і продовжив регулярно грати за основний склад. Новий головний тренер клубу Геннінг Берг високо відгукувався про гру іспанця. До середини сезону Рочина зіграв у Чемпіоншипі 19 матчів (з яких 11 починав у стартовому складі), забив 5 голів і віддав 4 гольові передачі. Проте в цілому команда виступала слабо, кілька разів керівництво змінило тренера, в результаті Рочина висловив бажання покинути «Блекберн». 31 січня 2013 року він повернувся до Іспанії, за договором оренди перейшовши до кінця сезону в клуб «Реал Сарагоса». Вже 3 лютого 2013 року Рочина дебютував у іспанській Прімері, вийшовши на заміну в матчі з «Малагою». Він став одним з основних гравців «Сарагоси», провів у її складі 15 матчів і відзначився одним забитим голом, але не зміг допомогти команді втриматися в Прімері.
Влітку 2013 року Рочіна повернувся в «Блекберн Роверс», хоча інтерес до нього виявляв інший англійський клуб, «Гаддерсфілд Таун». 4 серпня 2013 року, вже в першому матчі нового сезону, він серйозно травмував ліве плече і змушений був покинути поле на ношах. Пошкодження вимагало операції і тривалого відновлення тривалістю в три місяці. Повернувся в стрій Рочина лише в листопаді, але в основному складі не закріпився, зігравши після травми за «Блекберн» всього чотири матчі.
У січні 2014 року керівництво «Роверс» знову віддало Рочину в оренду до кінця сезону іспанському клубу, цього разу «Райо Вальєкано». Тренер «Блекберна» Гері Боєр висловив надію, що на батьківщині Рочина отримає достатньо ігрової практики, щоб набрати форму і наступного літа повернутися в основний склад англійського клубу. 26 січня 2014 року Рочина зіграв свій перший матч за «Райо Вальєкано». Йому вдалося закріпитися в команді, за яку він зіграв 17 матчів і забив 3 голи.

### «Гранада»
5 серпня 2014 року Рочіна остаточно покинув «Блекберн Роверс» і підписав чотирирічний контракт з клубом іспанської Прімери «Гранада», сума трансферу не розголошується. Протягом двох сезонів він був одним з гравців основного складу команди, у Прімері зіграв за «Гранаду» 54 матчі і забив 8 голів.

### «Рубін»
20 липня 2016 року Рочина перейшов у російський «Рубін», який заплатив суму відступних, прописану в контракті футболіста. За інформацією іспанського видання «Marca», ця сума склала 10 млн євро, 15 % від неї отримав «Блекберн Роверс». У першому сезоні, коли командою керував його співвітчизник Хаві Грасія, Рочина був основним гравцем, зігравши 23 гри чемпіонату і забивши 2 голи, втім з наступного сезону і приходом нового головного тренера іспанець перестав потрапляти до основи, зігравши лише 4 гри, тому 31 січня 2018 року був відданий в оренду в «Леванте» до кінця сезону.

### Повернення до Іспанії
4 липня 2018 року, після завершення оренди Рочина підписав повноцінний трирічний контракт з «Леванте». У кожному з перших двох сезонів він забив по чотири голи у чемпіонаті. 
У червні 2021 року покинув клуб по завершенні контракту і 21 серпня повернувся до «Гранади» після 5 років перерви, уклавши угоду з клубом два сезони. Станом на 3 серпня 2022 року відіграв за клуб з Гранади 15 матчів в національному чемпіонаті.

## Виступи за збірні
26 березня 2008 року дебютував у складі юнацької збірної Іспанії (U-17) проти Румунії (2:2) і того ж року поїхав з командою на юнацький чемпіонат Європи у Туреччині. За винятком першої гри, яку він пропустив через дискваліфікацію, Рочина зіграв у всіх подальших іграх, в тому числі у фінальному матчі проти збірної Франції, де Рубен вийшов на заміну і допоміг іспанцям здобути золоті нагороди. Крім того Рочина забив два голи в матчі групового етапу проти Ірландії (3:1) і за підсумками сезону був включений до символічної команди чемпіонату.
У 2009 році Рочина зіграв один матч за збірну юнаків до 18 років, а в 2010 році з юнацькою збірної до 19 років дійшов до фіналу юнацького чемпіонату Європи у Франції, в якому іспанці посіли друге місце, а Рочина зіграв у всіх п'яти матчах і забив гол у грі проти Італії (3:0). Загалом на юнацькому рівні взяв участь у 19 іграх, відзначившись 8 забитими голами.

## Титули і досягнення
- Чемпіон Європи (U-17) (1):

Іспанія U-17: 2008